# Molophilus arizonicus
Molophilus arizonicus là một loài ruồi trong họ Limoniidae. Chúng phân bố ở miền Tân bắc.